# Летбриџ
Летбриџ (енгл. Lethbridge) је највећи град на крајњем југу канадске провинције Алберта, и четврти по величини град у провинцији (после Калгарија, Едмонтона и Ред Дира). Град је трговачки, финансијски, саобраћајни и индустријски центар овог дела Канаде. 
Град се налази на источним обронцима Стеновитих планина на 929 метара надморске висине, и кроз њега протиче река Олдмен. Удаљен је 210 км јужно од Калгарија. 
Захваљујући великој надморској висини и близини планина карактерише га семиаридна клима са прохладним летима, благим зимама и јаким ветровима. Чак 116 дана годишње град је на удару ветрова јачине преко 40 км/час што га чини другим најветровитијим градом у Канада. Максимални просек температуре ваздуха је 12,3°C док је минимални просек -1,1°C.
Пре досељавања Европљана на подручју данашњег града нису постојала стална насеља а подручје су насељавали бројни припадници Првих народа. Прво белачко насеље у близини града била је трговачка станица Форт Хамилтон основана 1869. године. Главна активност Форт Хамилтона била је продаја алкохола индијанском племену Црне ноге. Насеље је почело да живи 1874. отварањем рудника угља. У градићу је већ 1882. основана компанија која се бавила вађењем и трговином угљем чији оснивач и председник је био енглески адвокат Виљем Летбриџ по коме је град и добио име. У граду је 1885. отворена и железничка станица. Привредну основу града данас чине услужне делатности.
Према попису из 2012. у граду је живело 89.074 становника.
У граду је 1967. отворен и Универзитет.

## Становништво
| 1996.  | 2001.  | 2006.  | 2011.  | 2016.  |
| ------ | ------ | ------ | ------ | ------ |
| 63.053 | 67.374 | 74.637 | 83.517 | 92.729 |